# Jason MacIntyre

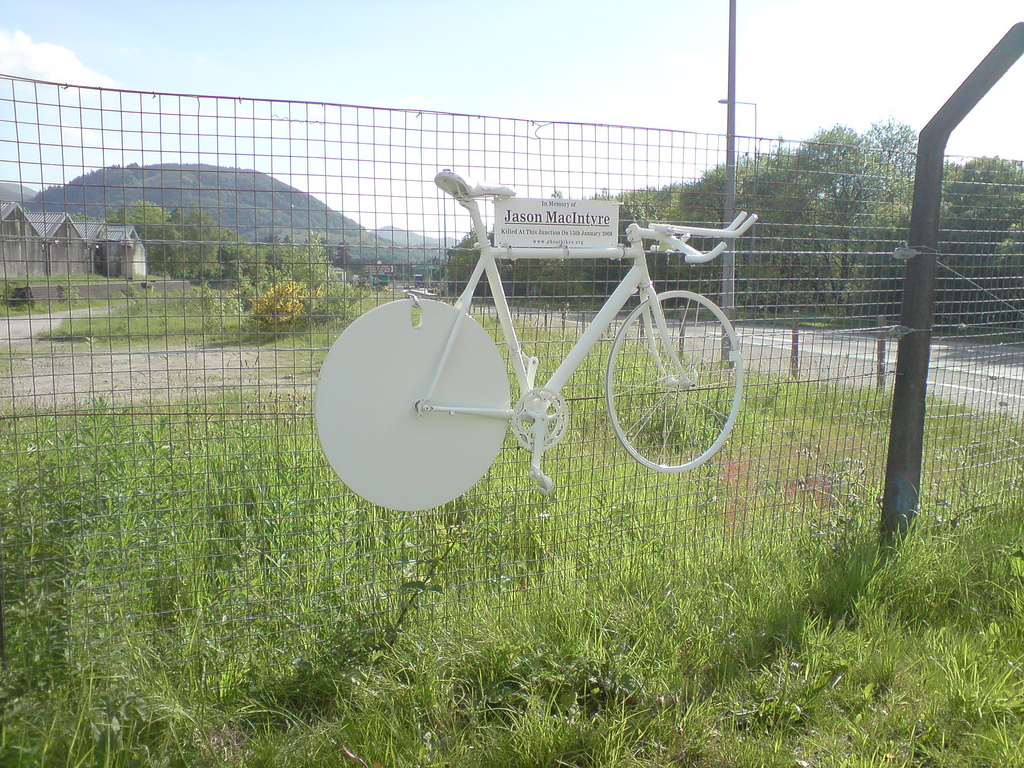
Placa conmemorativa

Jason MacIntyre (Lochgilphead, 20 de setembro de 1973 - Fort William, 15 de janeiro de 2008) foi um ciclista britânico.

## Biografia
Representa a Escócia durante os Jogos da Commonwealth em 2002 e apontava uma seleção para as Jogos Olímpicos de Pequim em 2008 à continuação sobretudo da sua vitória no campeonato britânico profissional de contrarrelógio em estrada em 2006. Realiza a sua melhor temporada em 2007 batendo o recorde nacional do dez milhares detento até então por Graeme Obree.
Encontra a morte em 15 de janeiro de 2008 como consequência de um acidente de viação enquanto efetuava um treinamento. Atingido por um carro, morre na ambulância que o conduzia ao hospital.

## Palmarés
- 1997
  - Tour of the North
- 2006
  -  Campeão da Grã-Bretanha do contrarrelógio

## Classificações mundiais
| Ano             | 2006   |
| UCI Europe Tour | 968.º. |